# Novoasirsko Carstvo
Novoasirsko carstvo označuje razdoblje u povijesti Asirije između 1075. i 884. pr. Kr., što je posljednje razdoblje u kojem je ova zemlja imala značajnu ulogu na drevnom Bliskom istoku.

## Početak Novoasirskog carstva (1075. – 884. pr. Kr.)
Nakon smrti Tiglat-Pilesera I. (1076. pr. Kr.) ponovno je smanjena asirska moć i malo je o toj zemlji poznato sve do dolaska na vlast Ašur-Dana II. (935. pr. Kr.). Razlog je tome vjerojatno bila nemogućnost ostvarivanja učinkovite i sustavne uprave na ogromnom teritoriju što ga je Tiglat-Pileser osvojio, ali i izuzetno snažan pritisak što su ga na asirsko kraljevstvo vršili Aramejci. Stanje se popravilo početkom prvog tisućljeća kad su trojica uzastopnih kraljeva ostvarili unutarnju stabilnost i poduzeli vojne pohode za vraćanje izgubljenih teritorija.
Prvi je od njih Ašur-Dan II. (935. – 912. pr. Kr.), čije kraljevanje označava i početak Novoasirskog carstva. On je bio prvi kralj, nakon više od jednog stoljeća, koji je redovito poduzimao vojne pohode izvan Asirije, u prvom redu protiv Aramejaca od kojih je ponovno preuzeo izgubljena područja na zapadu. Tada je došlo i do obnove grada Ašura, a osobito njegovih gradskih zidina.
Drugi je važan kralj Adad-nirari II. (911. – 891. pr. Kr.), sin Ašur-Dana. Osim što je nastavio pritisak protiv Aramejaca, poveo je i pohode protiv Babilonije na jugu i zemlje Nairi na istoku. Prilikom ovih pohoda, asirska je vojska stigla do rijeke Balih na zapadu, do srednjeg Eufrata na jugu, do jezera Van na sjeveru i do središnjeg dijela gorja Zagros na istoku. U središtu svih pohoda bili su Aramejci protiv kojih je povedeno čak osam pohoda, koji su bili tako uspješni da je Adad-nirari na kraju prošao aramejskim područjima, a mjesni su mu aramejski poglavari dragovoljno odavali počasti. Ovi pohodi trebali su ponajprije dati sliku o asirskoj moći i tom će se strategijom služiti i kasniji asirski kraljevi. Druga novost bilo je postavljanje velikih skladišta s namirnicama za vojsku na strateškim mjestima novoosvojenih prostora. Ova će se skledišbena mjesta kasnije pretvoriti u administrativna središta, čime počinje uređivanje carstva po provincijama.
Treći važan kralj ovoga razdoblja bio je Tukulti-Ninurta II. (891. – 884. pr. Kr.) koji se posvetio sustavnom unutarnjem uređivanju carstva. Usto, bio je vrlo poduzetan graditelj te je poduzeo velike obnove i gradnje u Ašuru i u Ninivi.

## Kraljevi iz Kalaha (883. – 824. pr. Kr.)
Ovo razdoblje predstavlja jedan od vrhunaca Novoasirskog carstva (drugi će biti onaj u doba Sargona II. i njegovih nasljednika). Prvi od kraljeva ovog razdoblja bio je Ašur-nasir-pal II. (884. – 859. pr. Kr.) koji je svoju prijestolnicu premjestio u grad Kalah. Za njega se može reći da je postao uzorom idealnog asirskog kralja, koji je doveo Asiriju do dotad neviđene moći i bogatstva, a sve zahvaljujući njegovu načelu da asirski kralj redovito, svake godine mora polaziti u vojne pohode. Povjesničarima je dosad poznato 14 velikih pohoda u 24 godine njegove vlasti. Poveo je tri pohoda prema istoku, odakle je doveo stanovništvo kao roblje u Kalah. Poveo je također više pohoda prema sjeveru i sjeveroistoku, gdje je osvojio zemlje Urartu i Nairu, gdje je proveo opsežne administrativne mjere koje su mu osigurale stalne prihode kroz cijelo kraljevanje. Kroz čitavo vrijeme svoje vlasti ratovao je i na zapadu, gdje su si Asirci uspjeli bez borbe osigurati redovite prihode iz Karkemiša. Prešli su i preko gornjeg toka Eufrata i konačno stigli i do Sredozemnog mora, a libanonski gradovi iskazivali su počast ovom kralju. Ašur-nasir-pal II. poduzeo je, koristeći libanonsku cedrovinu, nove građevinske radove u Kalahu. Poveo je i nekoliko kaznenih pobuna protiv pobunjenika na južnoj granici carstva.
U ovom je razdoblju započela podjela carstva na provincije s upraviteljem na čelu, iz kojih je redovito morao stizati porez.
Ašur-nasir-pala II. naslijedio je njegov sin, Šalmanasar III. (858. – 824. pr. Kr.) koji je nastavio voditi vojne pohode. Na zapadu se suočio s dva područja otpora, onim sjevernijim oko Karkemiša i onim južnijim oko Damaska. Sa sjevernijim protuasirskim savezom lako se obračunao i utemeljio ondje asirsku upravu, dok je veće borbe vodio sa savezom oko Damaska koji je okupljao više naroda, a među njima i kraljevstvo Izrael, što ga je predvodio kralj Ahab. Najveći sukob dogodio se kod Karkara na rijeci Orontu 853. pr. Kr. Premda je pobjedu odnio Šalmanasar, damaščanski savez uništen je tek kasnijim ustrajnim asirskim pohodima, kad će Šalmanasar stići sve do brda Karmel gdje je postavio i svoju stelu. Na sjeveru se sukobio s kraljevstvom Urartu, a najveći je pohod bio 856. pr. Kr., pri čemu su Asirci osvojili veliko područje i priličan plijen, koji je uključivao i brojne konje, odveli u Asiriju. Dva pohoda u Babiloniju bila su manjeg značenja.
Šalmanasar je, poput svoga oca, izgrađivao Kalah, a uz taj grad izgradio je i utvrdu »Šalmanasar« koji je bio najveća vojna konstrukcija u zapadnoj Aziji. Obnovio je zidine Ašura i tamošnje hramove, a gradio je i u Ninivi. Kraj njegove vladavine označen je pomutnjom iz koje kao kralj izlazi jedan od njegovih sinova, a nije poznato kako je Šalmanasar završio život.

## Asirija i Urartu (823. – 745. pr. Kr.)
Kroz gotovo stotinu godina nakon smrti Šalmanasara III., povijest Asirije obilježena je upadima snaga kraljevstva Urartu, koje je u tom trenutku postalo snažnije i od same Asirije. Ovakvu asirsku slabost iskoristili su ostali narodi, poglavito Babilonija na jugu, te Aramejci i ostali narodi na zapadu, koji su se oslobodili vazalskog odnosa prema Asiriji. Ovo je najtamnije razdoblje Novoasriskog carstva, čemu je doprinio i Šalmanasarov sin, Šamši-Adad V. (823. – 811. pr. Kr.). Njega je naslijedio Adad-nirari III. (811. – 783. pr. Kr.), uz kojega je kao namjesnica, barem na početku kraljevanja, vladala njegova majka, Samu-ramat, poznatija kao Semiramida. U to je doba Asirija ponovno počela rasti, te je osvojila Damask, a Kraljevstvo Izrael plaćalo joj je danak. Usto, obnovljena je i prevlast u Babiloniji. Ipak, više nego sam kralj, vlast su u osvojenim područjima imali mjesni moćnici kojima je kralj davao osobite povlastice.
Osim nastavka gradnje i obnove gradova (Kalah, utvrda Šalmanasar, Niniva), za ovo je razdoblje značajan i snažan utjecaj babilonske religije u Asiriji i važno mjesto koje tada u Asiriji zauzima babilonski bog Nabu.
Od 782. do 745. pr. Kr. kraljevala su nominalno tri kralja, no u stvarnosti je zemlja bila podijeljena na zapravo neovisne državice, a jačanjem kraljevstva Urartu, Asirija se našla pred nestankom.

## Kasno Asirsko carstvo (744. – 612. pr. Kr.)
Kad je Tiglat-Pileser III. (745. – 727. pr. Kr.) došao na vlast, našao je zemlju u gotovo potpunom rasulu. Poveo je vrlo uspješne pohode na sjever i osvojio područje kraljevstva Urartu. Ovi su uspjesi potakli vladare narodâ na zapadu da mu dragovoljno plaćaju danak i zapravo postanu njegovim vazalima. Nakon smirivanja stanja na sjeveru, Tiglat-Pileser 734. pr. Kr. kreće prema zapadu, prolazi kroz Siriju, Feniciju i Judu, te osvaja grad Gazu, koja je bila važna radi uspostavljanja izravne trgovine s Egiptom. Nakon pobune zapadnih zemalja, kralj ih pokorava, te ih uključuje u Asirsko carstvo. Tiglat-Pileser više će se puta uplitati i u stvari Babilonije, dok na koncu ne zasjedne osobno na babilonsko prijestolje, te tako ujedini dva moćna carstva, što će dovesti do pobune Merodah-Baladana. U ovom je razdoblju provedeno opsežno preustrojstvo državne uprave, a mnoštvo je osvojenog naroda preseljeno u druge krajeve. Ovaj kralj nije mnogo gradio, a najvažnija je njegova građevina palača u Kalahu.

### Pokoravanje zapada i borbe s Merodah-Baladanom
Njegov nasljednik Šalmanasar V. gotovo je sigurno osvojio Samariju i kraljevstvo Izrael oko 722. pr. Kr., a njegovi su stanovnici preseljeni u Asiriju. Na koncu je kralj ubijen, a njegovo mjesto zauzima uzurpator Sargon II. koji nastavlja s osvajanjima. Ipak, morao se suočiti i s unutarnjim nemirima, koji su dali povoda vazalinim državama, Damasku, Arpadu i Samariji, da se pobune. U bitci kod Karkara Sargon ih poražava i ponovno stiže do Gaze, gdje pobjeđuje i egipatsku vojsku. Svoj je utjecaj proširio i na Cipar. Vodio je borbe i na sjeverozapadu, te uspio postići mir na tim granicama. U Babiloniji su nastavljene borbe s Merodah-Baladanom. Sargon je izgradio sasvim novu prijestolnicu - Dur Šarukin (Utvrda Sargon) - nešto sjevernije od Ninive. Središnja zgrada novog grada bila je kraljevska palača, no ondje su se uzdizali i veličanstveni hramovi i zigurati, a čitav je kompleks bio opasan snažnim zidinama. Iz svih dijelva Sarogonova carstva stanovništvo je preseljavano u Dur Šarukin, kako bi se napunio novi grad.
Sargonov sin i nasljednik, Sanherib (705. – 681. pr. Kr.) morao je svoju pozornost okrenuti prema zapadu. Kraljevstvo Juda s kraljem Ezekijom na čelu, odbijalo je pokornost Asiriji, te je sklopilo savez s Egiptom. Povjesničari se do danas nisu složili valja li govoriti o jednom ili više vojnih pohoda prema Jeruzalemu. Ipak, jasno je da je asirska vojska porazila egipatsko-etiopsku vojsku kod mjesta Eltekeh na području Jude. Nakon toga je počela opsada Jeruzalema, a grad nije nasilno pao, nego je Ezekija Sanheribu dao bogate darove. Ostali judejski gradovi bili su teško razoreni, a osobito Lakiš. U sljedećem sukobu s etiopskom vojskom asirske su se snage naglo povukle. Povijesni izvori nude više razloga tome povlačenju, no do danas nije jasno što se doista dogodilo. U Babiloniji otpor protiv Sanheriba predvodio je i dalje Kaldejac Merodah-Baladan, a nakon njegove smrti, njegov sin. Babiloncima su se pridružili i Elamiti, no Marodah-Baladan je poražen i morao se skloniti u Elam. Sanherib, nakon žestokih borbi osvaja Babilon, razara ga, te ubija ili iseljava sve stanovništvo grada, kao što piše na Sanheribovim kraljevskim natpisima. Ovaj događaj iz 689. predstavlja najtamniju točku u povijesti Babilonije kroz mnoga stoljeća. Sanherib je za svoju prijestolnicu izabrao Ninivu, te je vodio njezinu opsežnu obnovu. Izgrađena je nova palača, a grad je nanovo utvrđen sasvim novim obziđem i gradskim vratima. Obnavljao je i Ašur, nastojeći tako obnoviti i asirsku religiju. Prema toj Sanheribovoj obnovi, babilonski bog Marduk morao je biti podređen asirskome bogu Ašuru. Nije do kraja poznato kako je završilo Sanheribovo kraljevanje, no gotovo je sigurno da ga je ubio jedan od njegovih vlastitih sinova.

### Kulturna i religijska obnova
Mlađi Sanheribov sin, Asarhadon (681. – 669. pr. Kr.), manje se bavio vojnim pohodima, a više pitanjima kulture i religije, što je vidljivo iz njegovih kraljevskih natpisa i pisama. Nađeni su i brojni kraljevi zahtjevi za proroštvima upućeni bogovima Šamašu i Adadu, kako bi dali smjernice za državnu politiku. Ipak, poveo je i vojne pohode protiv Egipta, a uspjeh je postigao 671. pr. Kr. osvojivši egipatsku prijestolnicu Memfis. Za jednog od sljedećih pohoda, kojim je htio učvrstiti vlast u Egiptu, Asarhadon je i umro. U Babiloniji je nastojao primiriti stanovništvo radeći oko obnove i ustrojavajući dobru upravu. Središte radova u Babiloniji bila je obnova samog Babilona i Mardukova hrama. Velike radove provodio je i u Ninivi, Ašuru, Arbeli i Kalahu. U Asarhadonovo je vrijeme osobitu ulogu u upravljanju državom imala njegova majka, Nakija, koja je čak pisala kraljevske natpise i primala izvješća službenika o religijskim i vojnim pitanjima. Nakon Asarhadonove smrti ona će nastaviti imati vodeću ulogu i za vlasti svoga unuka, Asurbanipala.

### Asurbanipal
Asurbanipal (669. - oko 631. ili 627. pr. Kr.) je nastavio s vojnim djelovanjem u Egiptu kako bi ga sasvim podložio, tako da je 667. pr. Kr. ponovno osvojio Memfis, koji se bio pobunio, baš kao i nekoliko godina kasnije. Tada, 663. pr. Kr., osvaja i Tebu, no asirska će vlast ondje naglo početi slabiti zbog briga na drugom kraju carstva, pa će Egipat konačno vratiti svoju neovisnost. Najveći Asurbanipalov problem bila je Babilonija i njezini saveznici Elamiti. Asurbanipalova brata, Šamaš-šuma-ukina, njihov otac, Asarhadon, postavio je za kralja u Babilonu, što je dovelo do rata među braćom, koji je trajao od 652. do 648. pr. Kr. Većina se sukoba odigrala na babilonskom području, tako da je najveće žrtve i podnijelo babilonsko stanovništvo. Za posljednje opsade Babilona izbilo je siromaštvo i glad. Šamaš-šuma-ukin na koncu je poražen, unatoč pomoći saveznika - Elamaca i Arapa. Asurbanipal je tada osvojio i elamski glavni grad Suzu, pa elamska država prestaje postojati.
I za Asurbanipala središte je kraljevstva bila Niniva, u kojoj je izveo velike grakđevinske radove, a osobito veličanstvenu sjevernu palaču s velikom terasom, travnjacima i egzotičnim biljkama i životinjama, brojnim prostorijama s velikim kamenim reljefima koji dočaravaju Asurbanipalove pobjede. Osim toga, gradio je u Ašuru, Arbeli i Kalahu, a nastavio je i Asarhadonov plan obnove Babilona. Kao jedan od vjerojatno rijetkih pismenih asirskih kraljeva, Asurbanipal je u knjižnicama Ninive skupio veliku zbirku spisa pisanih klinastim pismom, koji su danas povjesničarima glavni izvor za poznavanje asirske i babilonske kulture.

## Pad Asirije
Nakon Asurbanipala slijedilo je nekoliko manje važnih kraljeva. Babilonci su sklopili savez s Medijcima, više puta provaljivali na područje Asirije, dok 614. pr. Kr. nisu osvojili i sam grad Ašur. Nakon toga su krenuli na prijestolnicu Ninivu koja je pala 612. pr. Kr., nakon tromjesečne opsade. Premda je asirski kralj još neko vrijeme vladao iz Harana, Asirsko je carstvo prestalo postojati.
Više je razloga propasti Asirije. Među njih spada i četverogodišnji građanski rat između dovojice braće (652. – 648. pr. Kr.), koji je oslabio asirsku vojnu moć, a vanjski su neprijatelji ojačali. S druge strane, tu su i nutarnji razlozi. Ponajprije, asirski je sustav pokrajinske uprave bio vrlo primitivan i nije više mogao odgovoriti zahtjevima obrane zemlje. Usto, asirski je kralj bio apsolutni vladar i sva je snaga zemlje ovisila o osobinama kralja.